# Ганс Зандрок
Ганс Зандрок (нім. Hans Sandrock; 20 квітня 1913, Саарбрюкен — 23 вересня 1995, Кельн) — офіцер наземних частин люфтваффе, майор. Кавалер Лицарського хреста Залізного хреста.
Один із найкращих танкових асів Другої світової війни: знищив 123 ворожих танки.

## Звання
- Єфрейтор (квітень 135)
- Лейтенант (1936)
- Обер-лейтенант (1 вересня 1939)
- Гауптман (капітан) (1 квітня 1942)
- Майор (18 жовтня 1944)

## Нагороди
- Залізний хрест
  - 2-го класу (22 жовтня 1939)
  - 1-го класу (квітень 1941)
- Нагрудний знак «За танкову атаку»
  - Без номера (6 червня 1940)
  - 2-го ступеня «25» (грудень 1943)
  - 3-го ступеня «50» (червень 1944)
- Бронзова медаль «За військову доблесть» (Італія) (лютий 1942)
- Німецький хрест в золоті (1 травня 1942) — як обер-лейтенант 1-го дивізіону 5-го танкового полку 21-ї танкової дивізії.
- Лицарський хрест Залізного хреста (18 жовтня 1944) — як майор і командир 3-го дивізіону парашутно-танкового полку «Герман Герінг» 1-ї парашутно-танкової дивізії «Герман Герінг»; нагороджений за знищення 123 ворожих танків.
- Почесна тарілка Люфтваффе (21 жовтня 1944)